# زلاتکو هوروات
زلاتکو هوروات (انگلیسی: Zlatko Horvat؛ زادهٔ ۲۵ سپتامبر ۱۹۸۴) بازیکن هندبال اهل کرواسی است.